# Nikolai Genov

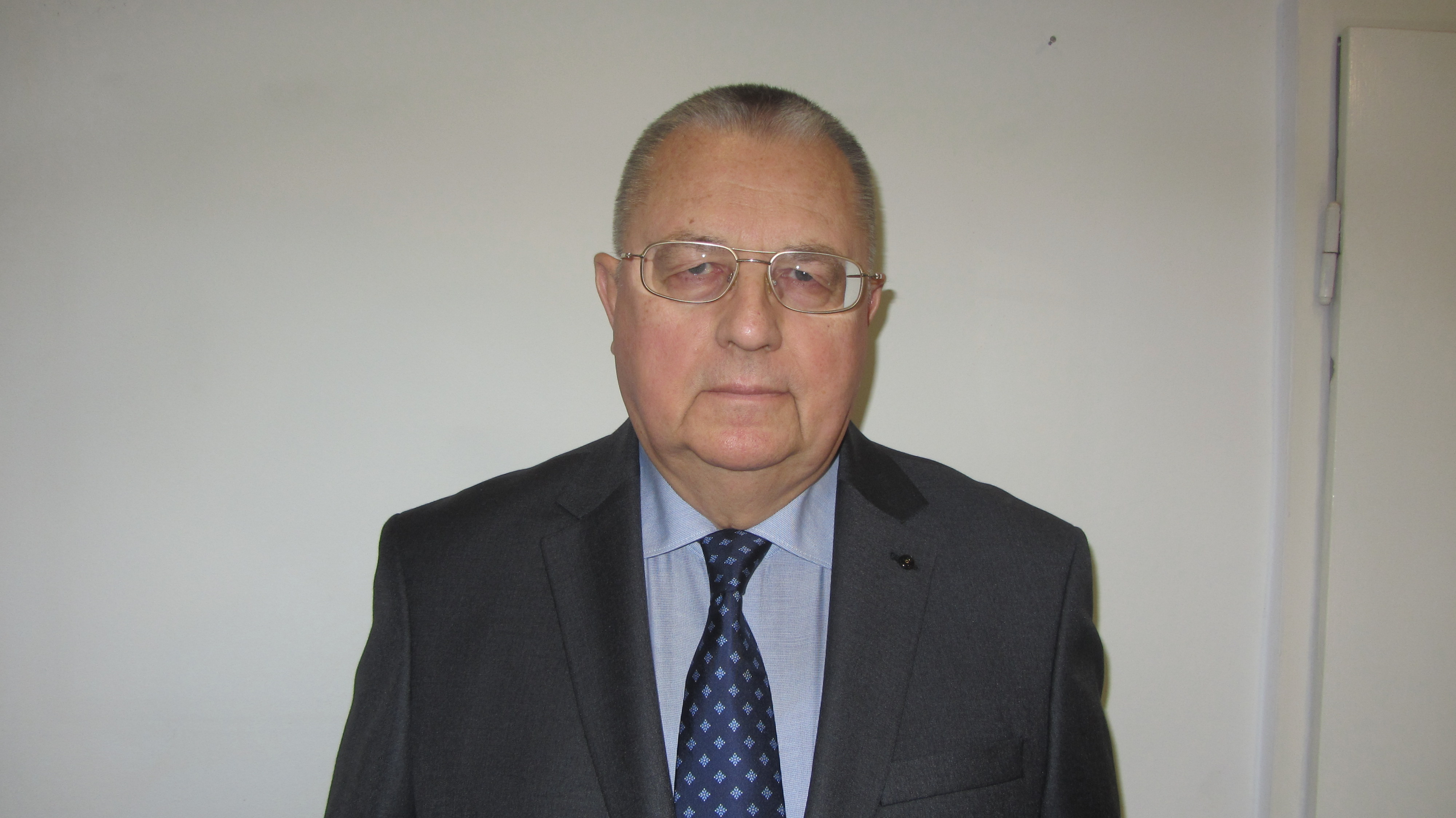
Nikolai Genov, 2020

Nikolai Genov (Bulgarisch: Николай Генов/Nikolaj Genow) (* 13. Januar 1946 in Pawlikeni, Bulgarien) ist ein Soziologe bulgarischer Herkunft.

## Leben
Genov wurde 1975 an der Universität Leipzig zum Dr. phil. promoviert und 1986 an der Bulgarischen Akademie der Wissenschaften zum Dr. sc. 1990 wurde er zum Professor an der Bulgarischen Akademie der Wissenschaften ernannt. Von 2002 bis 2011 bekleidete er eine Professur für Soziologie am Institut für Soziologie und am Institut für Osteuropastudien an der Freien Universität Berlin. Seit 2011 leitet er das Institut für Globale und Regionale Entwicklung an der School of Advanced Social Studies in Slowenien. Im Verlauf seiner Laufbahn betrieb er Forschung und Lehre an den Universitäten Berkeley, Bielefeld, Frankfurt am Main, Kassel, Lund, Moskau, Rom, Seoul und Warschau.
Von 1980 bis 1990 veranstaltete Genov die International Varna Sociological School. Von 1990 bis 1992 war er der Kodirektor des Centre for Research and Documentation in the Social Sciences (am Vienna Centre). Von 1994 bis 1996 bekleidete er die Funktion des Vizepräsidenten des UNESCO Management of Social Transformations (MOST) Programms. Zwischen 2003 und 2008 war er Beiratsmitglied des Programms. Von 1996 bis 1998 war er Mitglied und von 1998 bis 2002 der Vizepräsident des International Social Science Council (ISSC) in Paris. Von 2000 bis 2010 leitete er als Direktor die UNESCO/ISSC International Summer School Comparative Research in the Social Sciences. Von 2003 und 2005 war er Direktor des Osteuropainstituts an der Freien Universität Berlin.

## Forschung und Lehre
Bis 1989 richtete sich Genovs Forschung und Lehre überwiegend auf die Fragen soziologischer Theorie und Ideengeschichte. Während dieser Periode veröffentlichte er die Monographien Talcott Parsons and the Theoretical Sociology (1982) und Rationality and Sociology (in Bulgarisch) (1986). Nach 1989 richtete sich sein professionelles Interesse mehr und mehr auf die Transformationsprozesse in unterschiedlichen Weltregionen und insbesondere in Osteuropa. Die Monographien The United States at the End of the XXth Century (1991) und The Rise of the Dragon: The Modernization of South Korea (1994) sowie ein Sammelband Risks of the Transition (in Bulgarisch) (1994) beschäftigten sich ausführlich mit diesen Themen. Den theoretischen Kern dieser Studien bildete die Idee von vier globalen Trends: Rationalitätsverbesserung von Organisationen, Individualisierung, Ausbreitung des instrumentellen Aktivismus und Universalisierung der wertnormativen Systemen. Diese Konzepte wurden später operationalisiert und leiteten eine Serie von Genovs geleiteten internationalen vergleichenden Forschungsprojekten: Personal and Institutional Strategies for Coping with Transformation Risks” (UNESCO/MOST, 1997–2001); Ethnic Relations in South Eastern Europe (Stability Pact for South Eastern Europe, 2003–2005); Interethnic Integration (EU, 2005–2007); Migration in the Post-Soviet Space (Volkswagen Stiftung, 2008–2010).

## Veröffentlichungen
Nikolai Genov ist Autor von mehr als 300 wissenschaftlichen Artikeln und Büchern.
Ausgewählte Veröffentlichungen in Englisch:
- 1989: National Traditions in Sociology, SAGE(ed.) ISBN 0-8039-8197-X.
- 1999: Managing Transformations in Eastern Europe, UNESCO/MOST, ISBN 954-8443-08-2.
- 1999: Unemployment: Risks and Reactions (ed.)UNESCO/MOST, ISBN 954-8443-07-4.
- 2000: Continuing Transformation in Eastern Europe (ed.),Trafo, ISBN 3-89626-216-5.
- 2001: Recent Social Trends in Bulgaria (co-ed.) McQueens University Press, ISBN 0-7735-2022-8.
- 2004: Advances in Sociological Knowledge Over Half a Century (ed.), VS-Verlag, ISBN 3-8100-4012-6.
- 2005: Ethnicity and Educational Policies in South Eastern Europe (ed.), LIT-Verlag, ISBN 3-8258-8594-1.
- 2006: Ethnicity and Mass Media in South Eastern Europe. LIT-Verlag (ed.) ISBN 3-8258-9348-0.
- 2007: Upgrading the Rationality of Organizations. FU, Institute of Eastern European Studies, ISSN 1864-533X
- 2007: Comparative Research in the Social Sciences (ed.), ISSC, ISBN 978-954-8443-13-5.
- 2008: Interethnic Integration in Five European Societies (ed.) Krämer, ISBN 978-3-89622-096-7.
- 2010: Global Trends in Eastern Europe. Ashgate, ISBN 978-1-4094-0965-6.
- 2011: Transboundary Migration in the Post-Soviet Space (co-ed.), Peter Lang, ISBN 978-3-631-61485-3.
- 2012: Global Trends and Regional Development (ed.), Routledge, ISBN 978-0-415-89763-1.